# Basilika Unserer Lieben Frau vom Sieg (Lackawanna)

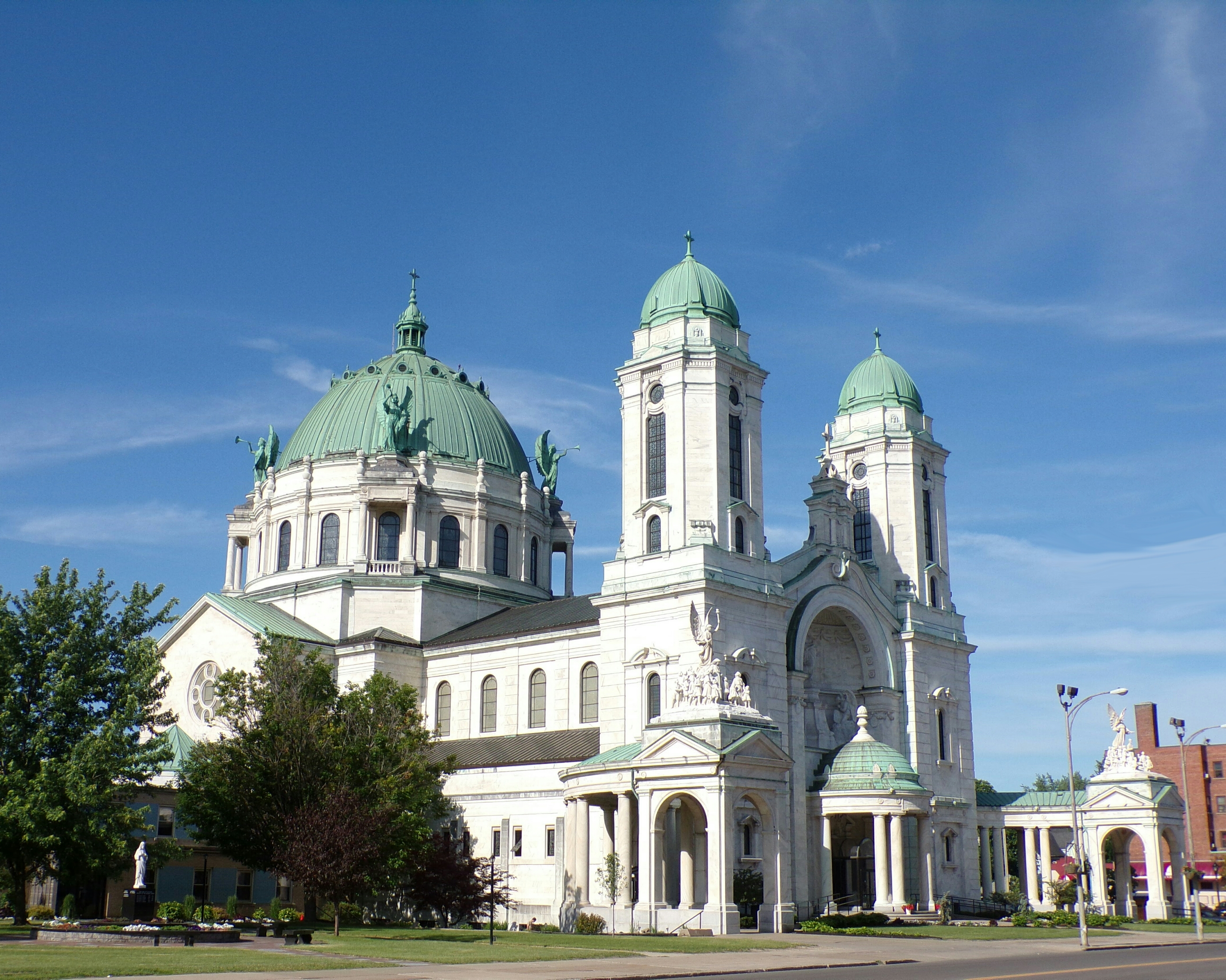
Außenansicht der Basilika

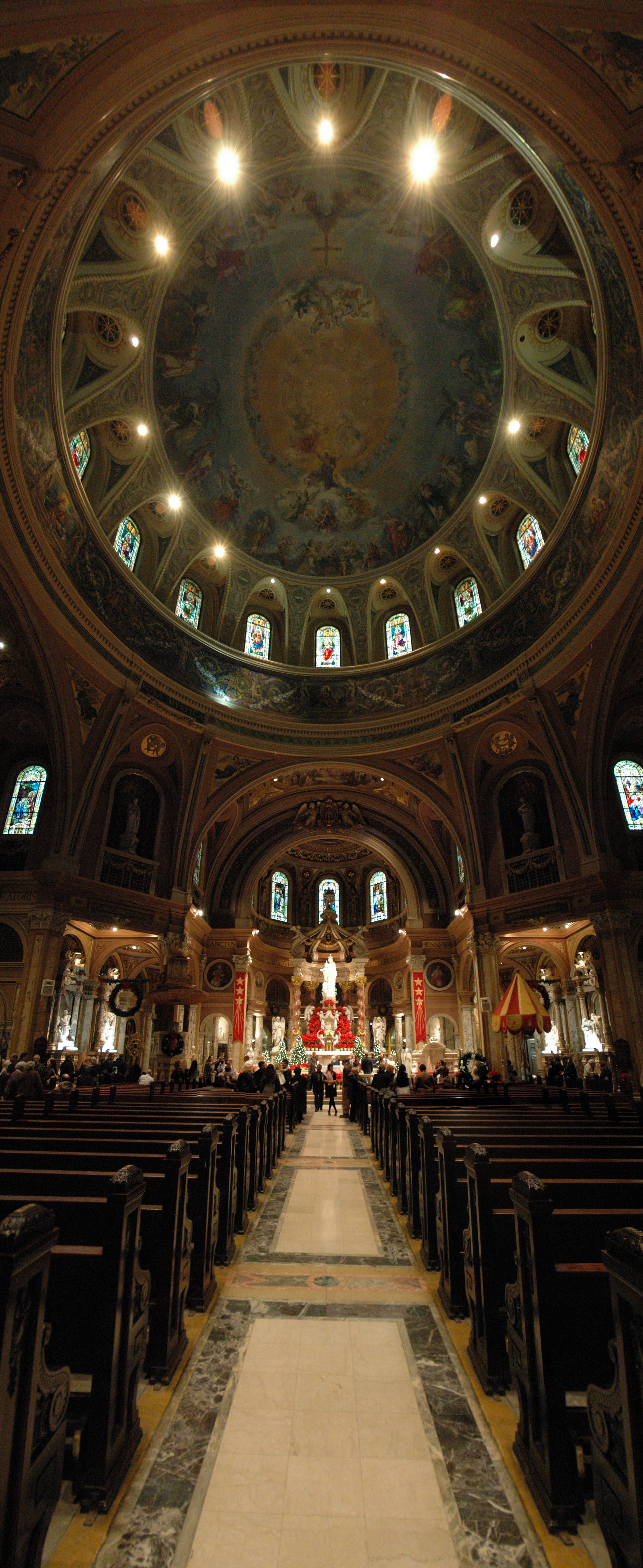
Innenraum der Kirche

Die Basilika Unserer Lieben Frau vom Sieg (englisch Our Lady of Victory Basilica) ist ein römisch-katholisches Nationalheiligtum und eine Basilica minor in Lackawanna im US-amerikanischen Bundesstaat New York. Die Kirche des Bistums Buffalo wurde 1926 errichtet und ist Maria vom Siege gewidmet.

## Geschichte
Nach Beschädigungen an der alten Pfarrkirche St. Patrick wurde unter Pfarrer Nelson Baker (1842–1936) der Entschluss zu einem bedeutenden Neubau gefasst. Nach der letzten Messe 1921 begann der Abriss und anschließend der Neubau der Marienkirche durch den Architekten Emile Ulrich, der durch die sehr erfolgreiche Spendenakquise Bakers ohne Schulden 1925 abgeschlossen werden konnte. In der Kirche der Muttergottes des Sieges wurde Weihnachten die erste Messe gefeiert. Am 25. Mai 1926 fand durch Bischof William Turner von der Diözese Buffalo und Kardinal Patrick Hayes die Kirchweihe statt. Tausende Priester, Nonnen und Gläubige aus dem ganzen Land besuchten die Veranstaltung. Zwei Monate später verlieh Papst Pius XI. der Kirche als zweiter in den Vereinigten Staaten den Rang einer Basilica minor.

## Architektur
Die Kirche wurde als Kuppel-Zentralbau mit einem Langhaus errichtet. Von der zentralen Vierungskuppel der Kirche gehen in gleicher Höhe das Haupt- und die kurzen Seitenschiffe sowie der südliche Chor ab, der von einer runden Apsis abgeschlossen wird. Den nördlichen Eingang des Langhauses bilden nach Sturmschäden verkürzte Türme und ein halbkreisförmiger Arkadengang. Am Haupteingang der Basilika befindet sich eine Kuppelnische, in der sich eine 8 Meter hohe, 8 Tonnen schwere Statue der Muttergottes vom Siege befindet. Die zentrale Kuppel über einem Tambour ist kupferbedeckt und hat eine Höhe von 50 Metern und einem Durchmesser von 24 Metern und war bei ihrer Erbauung die zweitgrößte des Landes nach der des Kapitols in Washington, D.C. Das Äußere der Basilika wurde fast vollständig mit weißem Marmor aus Georgia verkleidet und mit italienischem Marmor in sechsundvierzig verschiedenen Arten und Farben im Innen- und Außenbereich dekoriert.
An vier Seiten der Kuppel steht jeweils ein Posaune blasender, 5,5 Meter hoher Kupferengel. Die großen Kolonnaden, die sich vom Eingang nach außen erstrecken, weisen jeweils eine Marmorskulptur einer Gruppe von Kindern auf, die von einem Schutzengel geschützt werden. Auf der Ostkolonnade werden die Kinder von einer Nonne geleitet, die die Schwestern von St. Joseph vertritt. Auf der Westkolonnade ist Pater Baker zu sehen, dessen Statue ohne sein Wissen errichtet wurde.

## Innenausstattung
Die Decke der Kuppel ist mit einem Bild von Mariä Himmelfahrt ausgestaltet, umgeben von den zwölf Aposteln und drei Erzengeln. Sie beleuchtet den in Rom durch Papst Pius XI. gesegneten Altar aus italienischem Marmor mit einer drei Meter hohen Madonna sowie das Ziborium in Anlehnung an das Werk Berninis im Petersdom. Die 14 Kreuzwegstationen wurden über einen Zeitraum ebenso vieler Jahre durch den Italiener Pepini gleichfalls aus Marmor geschaffen. Die Kirche ist weiterhin mit einigen prachtvollen Seitenaltären – unter anderem für den heiligen Patrick – und aufwendigen Bleiglasfenstern ausgestattet.